# Orizabus dechambrei
Orizabus dechambrei är en skalbaggsart som beskrevs av Moron, Tapia och Aragon 2003. Orizabus dechambrei ingår i släktet Orizabus och familjen Dynastidae. Inga underarter finns listade i Catalogue of Life.